# Anders Warell
Anders Warell, född 1970 i Ulricehamn, är en svensk professor i industriell design verksam vid Luleå tekniska universitet. 
Warell disputerade 2002 vid Chalmers tekniska högskola med avhandlingen "Design syntactics : a functional approach to visual product form : theory, models and methods". För detta fick Warell Stiftelsen svensk industridesigns pris för bästa avhandling.
Warell var universitetslektor 2008-2014 i Industriell Design vid Lunds universitet.  
Warell blev professor i "Industrial Design, Department of Design Sciences" år 2014.
Sedan år 2019 är Warell professor vid Luleå tekniska universitet.